# 드와이트 요아캄

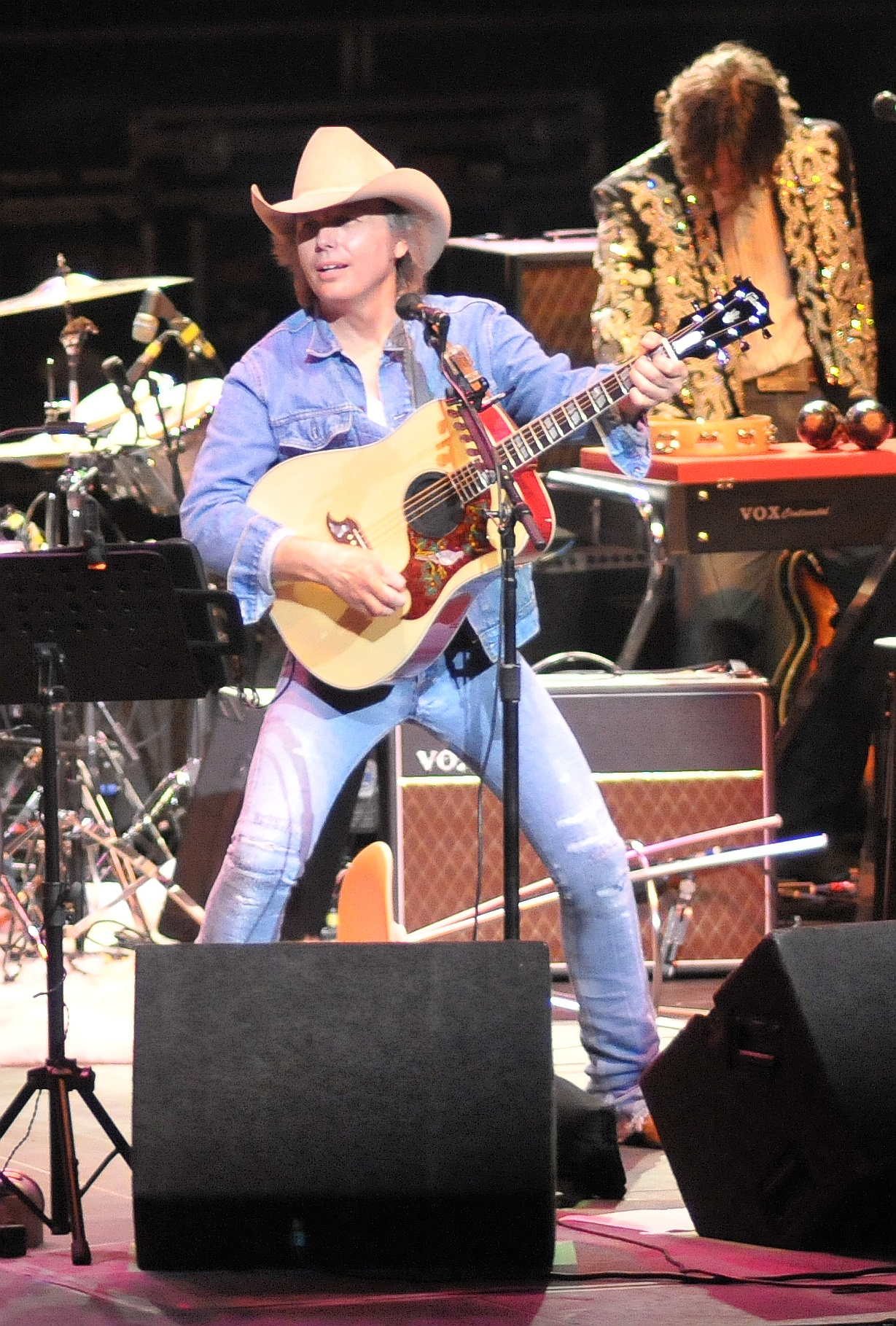

드와이트 요컴(Dwight Yoakam, 영어 발음: /ˈjoʊkəm/, 1956년 10월 23일 ~ )은 미국의 배우, 싱어송라이터, 음악가, 가수, 기타 연주자, 각본가, 영화 제작자이다.

## 음반 목록

### 정규 앨범
- Guitars, Cadillacs, Etc., Etc. (1986)
- Hillbilly Deluxe (1987)
- Buenas Noches from a Lonely Room (1988)
- If There Was a Way (1990)
- This Time (1993)
- Gone (1995)
- A Long Way Home (1998)
- dwightyoakamacoustic.net (2000)
- Tomorrow's Sounds Today (2000)
- South of Heaven, West of Hell (Soundtrack) (2001)
- Population Me (2003)
- Blame the Vain (2005)
- 3 Pears (2012)
- Second Hand Heart (2015)
- Swimmin' Pools, Movie Stars... (2016)

## 영상 목록
- 붐타운 (2017년)
- 로건 럭키 (2017년) - 워든 번스 역
- 90 미니츠 인 헤븐 (2015년)
- 블러드워스 (2010년) - 보이드 블러드워스 역
- 머를 해거드 (2010년)
- 2:13 (2009년)
- 아드레날린 24 2 (2009년) - 닥 마일스 역
- 4번의 크리스마스 (2008년) - 패스터 필 역
- 아드레날린 24 (2006년) - 닥터 마일스 역
- 밴디다스 (2006년) - 테일러 잭슨 역
- 토미리존스의 쓰리베리얼 (2005년) - 벨몬트 역
- 웨딩 크래셔 (2005년)
- 쓰리 웨이 (2004년)
- 호미사이드 (2003년)
- 패닉 룸 (2002년) - 라울 역
- 리노의 하룻밤 (2001년)
- 천국의 남쪽 지옥의 서쪽 (2000년)
- 마이너스 맨 (1999년)
- 햄버거 힐 2 (1998년)
- 뉴튼 보이즈 (1998년)
- 과거의 잔해 (1997년) - 버질 키더 역
- 더 리틀 데스 (1996년) - 바비 역
- 슬링 블레이드 (1996년)
- 돈 룩 백 (1996년)
- 로스웰의 비밀 (1994, Roswell) - 맥 브래즐 역
- 체이서 (1994년)
- 배반의 도시 (1992년)

### 텔레비전
- 더 데일리 쇼 (1999-2005) - 본인
- 더 레이트 레이트 쇼 위드 크레이그 퍼거슨 (2005-09) - 본인
- 지미 키멀 라이브! (2006-23) - 본인(초대 손님, 공연자)
- 언더 더 돔 (2014)
- 골리앗 (2016)